# カラフルキッス 〜12コの胸キュン!〜
『カラフルキッス 〜12コの胸キュン!〜』（カラフルキッス 12コのむねキュン）は2003年3月14日に戯画より発売された18禁恋愛アドベンチャーゲーム。「12人の妹」をめぐるラブコメディー。2007年12月14日には、Windows Vistaに対応した「カラフルキッス 〜12コの胸キュン!〜 メモリアルエディション」が発売された。
「カラフルシリーズ」の第1作と位置づけられており、第2作として『カラフルハート 〜12コのきゅるるん♪〜』、第3作として『カラフルウィッシュ 〜12コのマジ★キュン!〜』があるが、内容に関連性はない。

## 開発
ディレクターのさとぴょんによれば、「妹ゲー」を企画するに当たって様々なタイプの妹が候補に挙がったが、全員魅力的だったため、「総勢12人の妹」という作品になった。
シナリオの鳴雪梓待は初のメインシナリオ担当だったが、戯画から「12人の妹が出てくる話」と聞いて驚いたという。妹達のキャラ立ては基本的に鳴雪にお任せだったため、比較的ステレオタイプの12人を立案し、最終的にほぼ鳴雪が提案した通りのキャラクター設定となった。ストーリーのシナリオは、12人の妹に個別のイベントを作ってしまうと主人公の実習期間が足りないため、おおまかに3つのルート（文化祭・体育祭・修学旅行）に分岐し、それぞれに4人ずつヒロインを割り当てる形となった。
オープニングムービーは神月社が制作した。主題歌のカラオケ版を受け取って仮組みした所、12人のヒロインを並べただけで曲が終わってしまった。どうしようかと悩んでいた時に、同業者の「いただきストリートで遊んでくる」という言葉を聞き、すごろくを使った演出を思いついた。

## ストーリー
主人公は教育実習のために、母校・此ノ道学園に帰ってきた。在学時にも暮らした下宿・夕映荘で、昔と同じく妹のように懐いてくる後輩達に迎えられ、主人公のにぎやかな2ヶ月間の実習が始まる。

## 登場人物

### 主人公
主人公
作中で名前を名乗らず、後述の妹たちも「お兄ちゃん」などの呼び名で呼ぶため、氏名は不明。一人称は「俺」。
此ノ道学園を卒業して約2年後、音楽教師の卵として教育実習をするために夕映荘へ戻ってきた。実習期間が10～11月の2ヶ月間のため、体育祭・文化祭・修学旅行などの秋のイベントに学園生と共に参加することになる。

### 妹たち
主人公と夕映荘で同居、あるいは近所に住む12人のヒロイン。主人公のことを全員違う呼び名で呼んでいる。主人公は彼女らを「妹たち」と呼んでいるが、血縁関係は無い。
山辺 咲（やまのべ さき）
声：富永理恵
主人公の呼び名「兄ちゃん」
夕映荘の隣に住むが、夕映荘に始終出入りして御飯も食べている。主人公と時にケンカするが内心では好意を寄せている。
春日野 倭（はるひの しずか）
声：紗久耶
主人公の呼び名「兄さま」
夕映荘の管理人だった母親の死後に管理人を引き継ぎ、下宿人たちの食事作りや掃除を行っている。言動が奥ゆかしく世話好きで、主人公の服装の乱れを直したりする。
三島 輝（みしま あきら）
声：みる
主人公の呼び名「お兄ちゃん」
此ノ道中央病院に2年近く入院しているが、主人公に気を遣い、再会するまでそのことを知らせていなかった。夕映荘の仲間達が時折見舞いに来るのを楽しみにしている。
御崎 由香里（みさき ゆかり）
声：紫苑みやび
主人公の呼び名「にぃにぃ」
妹たちの中で一番年下で体が小さく、髪はツインテール。「たべゆ」などと舌足らずな口調でしゃべり、主人公にひたすら甘えている。楓花と共に主人公の寝床に入って一緒に寝ていることもある。
柄沢 美月（からさわ みつき）
声：草柳順子
主人公の呼び名「お兄サン」
真面目な優等生で、学生自治会の書記を務めている。自治会長と副会長が無能なため、自治会全体や文化祭・体育祭などのイベントを彼女が取り仕切らねばならず、多忙な毎日を送っている。
岸和田 楓花（きしわだ ふうか）
声：羽音摩美
主人公の呼び名「あに」
のんびりした天然ボケなキャラのため、よくみんなに急かされている。巨乳で大食らいだが、いくら食べても太らない体質。人なつっこく抱きつき癖がある。
久保 綾乃（くぼ あやの）
声：神無月ほのか
主人公の呼び名「おにい」
女子バスケット部に所属する長身のスポーツ万能少女。快活な姉御肌で女生徒達から人気がある。同学年の美月とは互いの背丈などをネタによくケンカしている。
乙橘 かんな（おとたちばな かんな）
声：十市みこと
主人公の呼び名「あの…」（名前を呼ばない）
夕映荘の近所に住む。かつては夕映荘によく遊びに来ていたが、今はなぜか人を避けており、主人公にも頑なな様子。
大西 小春（おおにし こはる）
声：春日アン
主人公の呼び名「あんちゃん」
小夏の双子の姉。引っ込み思案でおとなしく、小夏やみんなをフォローする役回り。洋菓子店「カモン」でバイトをしている。
大西 小夏（おおにし こなつ）
声：大波こなみ
主人公の呼び名「アニキ」
小春の双子の妹。明るく開放的で関西弁でしゃべる。体育祭・文化祭・修学旅行などイベント事になると俄然燃える性格。花屋でバイトをしている。
葉野 若葉（はの わかば）
声：カンザキカナリ
主人公の呼び名「兄さん」
夕映荘の住人だが、此ノ道学園ではなく、此ノ道水道を連絡船で渡った先の向日島にある向日島校に通っている。自信家で成績はトップだが、主人公に関しては「私と兄さんは運命の赤い糸で結ばれている」などと一人で妄想・暴走してしまう。
土堂 乙女（つちどう おとめ）
声：吉川華生
主人公の呼び名「にいや」
夕映荘の近所に住む。マイペースで神出鬼没、よく主人公の背後から突然現れて驚かせる。口調も淡々としていて捉え所がない。年齢的には学生だが、どこにも在学しておらず、謎が多い。

### その他
坂本（さかもと）
主人公の教育実習の担当教諭。40過ぎの穏和で白髪の目立つ顔。（立ち絵無し、声のみ）

## スタッフ
- シナリオ：鳴雪梓待
- 原画：止田卓史（担当＝咲、由香里、輝、美月、楓花、乙女）、犬彦（倭、かんな、綾乃、若葉）、さぎさわあんず（小春、小夏）
- 主題歌：I've sound
- ムービー：神月社（Radiant Impression Prelude）
- 制作・著作：戯画

## 主題歌
さくらんぼキッス 〜爆発だも〜ん〜
歌・作詞：KOTOKO / 作曲・編曲：C.G mix

## 書籍
カラフルキッス公式ファンブック Brilliant Days!
監修：戯画 / 発行：MCプレス / ISBN 4-901972-02-2
各ヒロインのストーリー・攻略情報、スタッフ・声優インタビュー、書き下ろしショートストーリー（文：鳴雪梓待）などを収録。
カラフルキッス－12コの胸キュン! （パラダイムノベルス 189）
2003年6月25日発売 / 著：岡田留奈 / イラスト：止田卓史 / 監修：戯画 / 発行：PARADIGM NOVELS / ISBN 978-4894901896